# Grand Prix Francji 1926
Grand Prix Francji 1926 (oryg. XX Grand Prix de l'Automobile Club de France) – jeden z wyścigów Grand Prix rozegranych w 1926 oraz druga eliminacja Mistrzostw Świata Konstruktorów AIACR.

## Lista startowa
| Nr | Kierowca          | Zespół | Samochód    | Silnik |   |
| -- | ----------------- | ------ | ----------- | ------ | - |
| 2  | Henry Segrave     |        | Talbot 700  |        | ? |
| 4  | Marcel Violet     |        | Sima-Violet |        | ? |
| 6  | Robert Benoist    |        | Delage 155B |        | ? |
| 8  | Meo Costantini    |        | Bugatti 39A |        | ? |
| 10 | Albert Divo       |        | Talbot 700  |        | ? |
| 14 | Edmond Bourlier   |        | Delage 155B |        | ? |
| 16 | Pierre de Vizcaya |        | Bugatti 39A |        | ? |
| 18 | Jules Moriceau    |        | Talbot 700  |        | ? |
| 24 | Jules Goux        |        | Bugatti 39A |        | ? |
| Nr | Kierowca          | Zespół | Samochód    | Silnik |   |

## Wyniki

### Wyścig

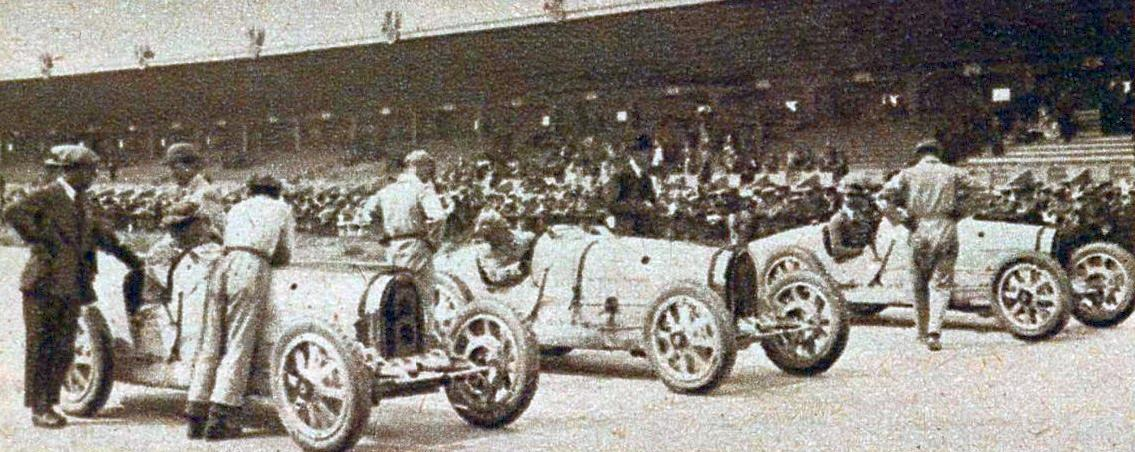
Start wyścigu

Źródło: formula1results.co.za
| P                                                     | + / –     | Nr | Kierowca          | Konstruktor | Okr. | Czas / Strata      | Komentarz |
| ----------------------------------------------------- | --------- | -- | ----------------- | ----------- | ---- | ------------------ | --------- |
| 1                                                     | Bez zmian | 24 | Jules Goux        | Bugatti     | 100  | 4:38,43,8          |           |
| Niesklasyfikowani                                     |           |    |                   |             |      |                    |           |
|                                                       |           | 8  | Meo Costantini    | Bugatti     | 85   | +15 okr            |           |
|                                                       |           | 16 | Pierre de Vizcaya | Bugatti     | 45   | Silnik             |           |
| Nie wystartowali / niedopuszczeni do ponownego startu |           |    |                   |             |      |                    |           |
|                                                       |           | 2  | Henry Segrave     | Talbot      |      | Samochód niegotowy |           |
|                                                       |           | 4  | Marcel Violet     | Sima-Violet |      | Samochód niegotowy |           |
|                                                       |           | 6  | Robert Benoist    | Delage      |      | Samochód niegotowy |           |
|                                                       |           | 10 | Albert Divo       | Talbot      |      | Samochód niegotowy |           |
|                                                       |           | 14 | Edmond Bourlier   | Delage      |      | Samochód niegotowy |           |
|                                                       |           | 18 | Jules Moriceau    | Talbot      |      | Samochód niegotowy |           |
| P                                                     | + / –     | Nr | Kierowca          | Konstruktor | Okr. | Czas / Strata      | Komentarz |

### Najszybsze okrążenie
Źródło: teamdan.com
| Nr | Kierowca   | Konstruktor | Czas   | Okr. |
| -- | ---------- | ----------- | ------ | ---- |
| 24 | Jules Goux | Bugatti     | 2:24,0 |      |